# Metandiol
Metandiol är en tvåvärd alkohol med två hydroxylgrupper och liknar Metanol.